# Jang Jun
Jang Jun (koreanisch 장 준; * 16. April 2000) ist ein südkoreanischer Taekwondoin. Er startet in der Gewichtsklasse bis 58 Kilogramm.

## Erfolge
Jang Jun war bereits bei den Junioren sehr erfolgreich. So wurde er 2016 in Burnaby zunächst Weltmeister und ein Jahr darauf in Atyrau auch Asienmeister. Im Erwachsenenbereich sicherte er sich 2018 in Ho-Chi-Minh-Stadt in der Gewichtsklasse bis 54 Kilogramm ebenfalls den Titelgewinn bei den Asienmeisterschaften. Danach trat er ausschließlich in der nächsthöheren Gewichtsklasse bis 58 Kilogramm an und gewann bis 2019 fünf Grand-Prix-Turniere sowie 2018 das Grand-Slam-Turnier in Wuxi. In Manchester wurde Jang 2019 außerdem Weltmeister.
Bei den 2021 ausgetragenen Olympischen Spielen 2020 in Tokio erreichte Jang in seiner Konkurrenz topgesetzt nach zwei Siegen das Halbfinale, in dem er auf den Tunesier Mohamed Khalil Jendoubi traf und diesem mit 19:25 unterlag. Im anschließenden Kampf um Bronze setzte er sich gegen den Ungar Omar Salim klar mit 46:16 durch und sicherte sich so den Medaillengewinn. Bei den 2023 ausgetragenen Asienspielen 2022 in Hangzhou sicherte er sich in seiner Gewichtsklasse die Goldmedaille.